# Super Monkey Ball Jr.
Super Monkey Ball Jr. ist ein Geschicklichkeitsspiel für Game Boy Advance. Es erschien am 21. November 2002 in den Vereinigten Staaten. In Europa kam das Spiel am 4. April 2003 heraus. Das Spiel ist eines der wenigen Spiele, der die 3D-Grafikmöglichkeiten dieser Konsole nutzt. Es ist Teil der Super-Monkey-Ball-Serie.

## Spielprinzip
Wie bei den vorherigen von Super Monkey Ball besteht das Ziel von dem Spiel, das Ziel zu erreichen, bevor die Zeit abgelaufen ist. Neu in diesem Spiel ist, dass der Spieler die Möglichkeit hat, die Neigung zu beschleunigen oder zu verlangsamen, indem er jeweils den A- oder B-Knopf drückt. Außerdem beinhaltet das Spiel auch einen Party-Modus. Es gibt die Spiele Monkey Duel, Monkey Bowling, Monkey Fight und Monkey Golf.

## Rezeption
Die Kritiken für Super Monkey Ball Jr. waren größtenteils positiv, aber das Spiel wurde für einen Mangel an analoger Bewegung kritisiert. Laut Metacritic bekam das Spiel überwiegend positive Kritiken. IGN gab dem Spiel eine Punktzahl von 9/10. GameSpot gab dem Spiel 8/10 Punkten.